# Чотири останні пісні
«Чотири останні пісні» (англ. Four Last Songs) — фільм 2007 року.

## Зміст
На самотньому середземноморському острові у тіні слави старезного композитора мешкає незвичайна комуна: сумна вдова, загадкова коханка і музичний твір, якого ніхто ніколи не чув.